# 1430 az irodalomban
Az 1430. év az irodalomban.

## Halálozások
- 1430 körül – Christine de Pisan francia írónő (* 1364 körül)